# Боетије
Боетије (лат. Anicius Manlius Severinus Boethius; Рим 480 – Павија 524. или 525) је био хришћански филозоф с почетка 6. века. Надимак „последњи Римљанин“ је добио због изузетне привржености антици.

## Биографија
Боетије је рођен у римској племићкој породици која је прешла у хришћанство још много пре његовог рођења. Када му је отац, римски конзул, 487. године умро, дечака је подигао утицајни старатељ чијом се ћерком оженио и тако остварио брз напредак у римској државној администрацији. Познавање грчког није више било уобичајено међу римским вишим класама, али је Боетије некако успео да научи језик. Његово легендарно владање грчким створило је мит о томе да је до осамнаесте године учио у Атини. Рано сазрели Боетије побољшао је Теодорикове односе са варварским краљевима. Управљао је изградњом воденог и сунчаног сата за бургундског краља и изабрао харфисту за франачки двор краља Клодовика.
До 510, са само тридесет година, унапређен је у звање конзула; дванаест година касније доживео је да његови млади синови постану конзули, а већ следеће године као magister officiorum успео се на положај поверљивог саветника краља Теодорика.
У међувремену Боетије је некако нашао времена да створи библиотеку енциклопедијског обима - делом сачињену од сопствених списа, делом од превода са грчког. Он је измислио име quadrivium (првобитно quadruvium) за једну врсту образовног програма. Четири „математичке“ дисциплине (аритметика, музика, геометрија и астрономија) представљале су пут ка познавању нумеричких „суштина“ које су неоплатонисти називали јединим правим објектима сазнања. Боетије је написао расправу о свакој од математичких дисциплина. Његови списи Аритметика и Музика (прво дело музичке теорије за које се зна на хришћанском Западу) одржали су се и постали стандардни текстови средњег века. Тако је за читаоца са латинског, ученог човека средњег века, Боетије сачувао „основне елементе уметности и науке Грчке“. По аналогији са quadriviumom за математичке дисциплине, средњи век ће за вербалне дисциплине (граматика, реторика и логика) произвести trivium.
Quadrivium и trivium су заједно обухватали седам слободних уметности. Боетије је такође обезбедио базичне текстове за проучавање аристотеловске логике у средњем веку. У своја четири теолошка трактата о природи Бога и Христовој личности обезбедио је модел сређњовековног схоластицизма, прототип за светог Тому Аквинског, и тако стекао звање Првог схоластичара. Боетије је користио „теологију“, за којом се као што смо видели трагало барем још од Фила у првом веку, да опише филозофско истраживање природе Бога. Он му је, исто тако, дао строги аристотеловски карактер који ће седам векова касније уродити плодом у делу Summa Theologica св. Томе Аквинског (отприлике између 1265. и 1293).
Учени Касиодор, Теодориков државни секретар, упутио је похвале двадесетпетогодишњем Боетију. „Кроз твоје преводе Италијани читају Питагору музичара, Птолемеја астронома, Никомаха аритметичара, Еуклида геометра, док теолог Платон и логичар Аристотел воде расправу римским гласовима; ти си механичара Архимеда вратио Сицилијанцима на латинском." Боетије је још као младић обзнанио даје његов животни подухват да „обичаје наше Државе подучи умећу грчке мудрости“.
Боетијев кобни пад у краљеву немилост, сасвим по моделу аристотеловског трагичног хероја, начинио га је творцем класичног дела пуног утехе за касније векове. Лична несрећа, затворска изолација и одвојеност од књига подстаћи ће нову, сасвим оригиналну визију. Он је успео да преведе и преобрази истанчаности Платона и Аристотела у популарну филозофију. Боетијева лична трагедија представљала је симптом несигурности онога доба, супарништва Источног и Западног царства. Теодорик Велики постизао је у почетку спектакуларне успехе у унапређењу продуктивне коегзистенције између Гота и Римљана. Прогласивши све (укључујући своје готске саплеменике) правно подређеним римском праву, инсистирао је на толеранцији ортодоксних католика и сигурности за незаштићене Јевреје. Међутим, стишавање шизме између Источне и Западне цркве потхранило је Теодорикове страхове да ће се римски поданици одрећи његове владавине у корист источног православног цара. Када је римски сенатор Албиније оптужен за писање издајничких писама цару Јустинијану, Боетије је импулсивно протестовао. „Сенат, и ја сам, криви смо за исти злочин. Ако смо ми невини, Албиније има подједнако право на заштиту закона." Сматрајући ово признањем кривице и налазећи потврду у фалсификованом писму Боетија источном цару, несигурни Теодорик ухапсио је Боетија под сумњом да је починио велеиздају.
Чекајући у затвору на погубљење због велеиздаје, римски сенатор створио је средство преко кога се кроз средњи век преносила античка култура и класично дело пуно утехе у немирним вековима. Кобну доколицу која је проузроковала настанак овога дела наметнуо је Боетију неписмени али просвећени краљ Теодорик Велики у чијој се служби налазио. Боетије је тада, 523. године, чамио заточен у ћелији у Павијској кули у близини Милана као жртва сумњичавог краља и завидљивих дворана. Годинама се припремао за ово мајсторско остварење затворске књижевности.
Заточеништво које му је пружило нежељени одмор од службених дужности присилило је Боетија да се усредсреди на питања коби и судбине, а његово трајно вредно дело Утеха филозофије представљало је творевину ове две последње бедне године Боетијевог живота. Гибон, увек непријатељски настројен према метафизици, сматра га „злата вредним делом... које исказује неупоредиве одлике независно од варварства онога времена и ситуације аутора“. У затворској ћелији и без своје библиотеке, Боетије је морао да се ослони на високо култивисану меморију, главни извор за научнике у данима пре појаве штампарске машине. Да је био окружен својим књигама, тешко да би успео да напише тако концизно или толико популарно дело. После Библије на латинском, његова књига била је можда најчитанија књига европског средњег века.

## Дело
Ако је срећа највеће добро бића, које живи по разуму, и ако оно, што се на било који начин може одузети, није највеће добро, јер се пред њим истиче оно, што се не може уграбити, очито је да несталност удеса не може потпомагати стицање среће. Притом онај, којег вуче та непостојана срећа, или зна да је она непроменљива, или не зна. Ако не зна, како ли може бити сретан удес заснован на заслепљености незнања? Ако пак зна, нужно је да се боји, да не би изгубио оно, за што не сумња да се може изгубити, па му зато непрекидан страх не допушта, да буде сретан. Или пак, ако то изгуби, држи да не мора за то марити? И по томе је оно добро, чији се губитак може равнодушно подносити, заиста врло незнатно.— Утеха филозофије (124—125)
На први поглед, Боетијево омање дело, од неких стотинак страна, са наизменичним кратким пасажима прозе и стихова, личи на пуку колекцију списа других аутора. Али све је одиста Боетијева творевина, антологија његових сопствених болних класичних сећања. Nam in omni adversitate fortunae infelicissimum genus est ifortunii, fuisse felicem. (Јер у сваком неповољном обрту судбине, најгора несрећа састоји се у томе што смо некада били срећни.) У ово мало страна његово огромно познавање античких филозофа постало је рафинирано, украшено и поједностављено. Кроз драматичан дијалог богиња Филозофија, Боетијева саговорница, води нас од самосажаљења кроз „блажи лек“ (разумевање хирова Судбине) до „јачег лека“ (умањивање значаја земаљских добара која зависе од Судбине). Човеков грех представља пука заборавност, замагљено сећање на душу. Јер, како је то Платон објаснио, пре рођења свака душа'је чиста, посвећена Богу. Филозофија обнавља то сећање. Али како у свету у коме Бог представља Добро а историјом управља божанско Провиђење, може да постоји зло? Свакодневни заокрети судбине не ремете божански план, „непокретну тачку у стално променљивом свету“. Што се више приближимо тој средишњој тачки, одступајући од ротирајуће непостојаности света, утолико ћемо бити слободнији. Љубав нас држи на окупу и помаже свакоме од нас да поврати сећање на своју првобитну душу.
Али ако је Бог све већ унапред одредио, како можемо бити слободни да бирамо? Филозофија, богиња пуна утехе, разликује Божији начин разумевања ствари од човековог. Та разлика своди се на њихов различит однос према времену. Ум непролазног Бога „обухвата у себи целину вечног живота у једној једновременој садашњости“. „Све што живи у времену постоји у садашњости и напредује од прошлости ка будућности, и нема ничега у времену што може једновремено да обухвати читав опсег свога живота: оно је у позицији да још увек не поседује сутра а већ је изгубило јуче. У овом садашњем животу не живиш ништа потпуније него у том несталном и пролазном тренутку." Ово објашњава зашто божје предзнање не пориче човекову моралну одговорност.
Утеха филозофије представља дело затворске књижевности. Побожни затвореник мора да на неки начин „пред човеком оправда божје путеве“. Он не може да умакне проблему теодицеје, питању како добростиви Бог може да трпи зло. Ово питање ће мучити и друге ауторе затворске књижевности, сер Томаса Мора који је написао Утешни разговор (1534) и Џона Бањана у његовом Поклониковом путовању (1676).
За генерације које нису могле да читају грчки и које су изгубиле контакт са мудрошћу античких народа, форма и стил Боетијеве Утехе пружали су помоћ. Мада пуна помног логичког расуђивања, његова кратка поглавља у којима су се смењивали проза и стихови, бодрила су случајног читаоца. Дијалог између оптимистичне Господарице Филозофије и неутешног затвореника наставља забринути лаик.
Књига којој је било суђено да постане класично дело хришћанског средњег века очито није представљала дело једног хришћанина, иако је само неколико од његових становишта изразито не-хришћанско. Боетије је желео да нас подстакне да „понудимо скрушене молитве“ личном Богу, „судији који све види“, али он не нуди изразито хришћанску доктрину, нити цитира Библију. Он се придржавао обећања из свог наслова, Утеха филозофије, тако стоје помагао сваком усамљеном заточенику да досегне Бога сопственом разборитошћу.
Несклон теологији, Гибон се дивио Боетију јер „мудрац који у истом делу може да весто комбинује богатства филозофије, поезије и елоквенције, мора да је већ поседовао тај неустрашиви спокој за којим је тобож трагао. Неизвесност, најгоре од свих зала, напокон су окончали џелати... Они су везали чврсту омчу око Боетијевог врата и снажно стезали док му очи скоро нису искочиле из дупљи; можда се у блажем мучењу, кад су га тукли тољагама док није издахнуо, може открити извесна самилост. Али његов гениј је преживео и ширио светлост знања кроз најмрачније раздобље латинског света..."
Касније генерације одале су почаст Боетију и његово дело наставило је богат живот у годинама које су уследиле. Врховни преводилац Боетије коначно ће и сам уживати погодности које доносе најеминентнији и највештији преводиоци. Краљ Алфред Велики (849—899) начинио је на староенглеском слободну верзију Утехе са сопственим додатним коментарима и прогласио Боетијеву књигу једном од четири златне „књиге које је неопходно да познаје сваки човек“. У наредном веку, швајцарски бенедиктинац из манастира Сен Гал превео је књигу на стари црквено-немачки. Неко ју је превео на провансалски. Жан де Менг, аутор другог дела Романа о ружи из тринаестог века, превео је читаву Утеху на француски. То је вероватно била верзија која је привукла Чосера да Утеху преведе у енглеску прозу и утка Боетијеву филозофију у поетичност „Витезове приче“ и Троила и Кресиде. Данте је уврстио Боетија у дванаест зрака на сунчевом небу:
«Ту гледајућ све добро душа света ужива која сваком, тко к њој пута нађе, све варке разоткрива свијета.»
(Dante Alighieri, Raj, preveli Mihovil Kombol i Olinko Delorko, Matica hrvatska Zagreb 1961, Deseto pjevanje 124-126.)
Чосеров покушај био је само први од многих покушаја „поенглежења“ Утехе. Најславнији и најзначајнији био је онај краљице Елизабете I (1533—1603). Године 1593, уцвељена због вести да се протестантски предводник Анри Наварски (1553—1610) одрекао протестантске ствари и прихватио католичку веру у Сен Денију, она је покушала да стиша своју „дубоку жалост“ читањем Библије и Светих отаца и честим саветовањима са надбискупом. Потом се свакодневно тешила преводећи Боетија при чему је посрамила споре научнике тако што је на сваких пола сата завршавала по једну страницу. Стихове је писала властитом руком, а прозу диктирала своме секретару и читаву Утеху завршила за отприлике двадесет четири до двадесет седам часова. Научници се слажу да је успела да очува узвишеност латинског оригинала уз извесну „грубу раскош“.
Уз Утеху филозофије, Боетијева збирка текстова о музици (око 505) тешила је читаве генерације хармонијом свемира. Ослањајући се на Питагору, Платона и Никомаха - које је преводио, и са којима ће га представљати на средњовековним цртежима - он је помогао великим Грцима да обезбеде математичку основу за музичку теорију на Западу.
Боетије је учинио бесмртним њихов грандиозни концепт музике. Он је објаснио да је „музика повезана не само са размишљањем већ и са моралношћу... Душа свемира слива се у јединствену целину у складу са музичким сагласјем“. Проучавајући универзално сагласје, musicus је био космолог. Његов однос према композитору, певачу или свирачу био је исти као однос архитекте према зидару. Или, како је то исказао Гвидо д'Арецо (око 1000) „онај који ствара и компонује музику дефинише се као бесвесно биће јер он не разуме“. Боетијева расправа обилато је користила сваки детаљ грчких теорија и завршавала се Птолемејовом сопственом теоријом о поделама тетракорда. Упркос својој стручности, или управо захваљујући њој, Боетијево дело очувало се у 137 рукописа и тако постало једно од првих штампаних дела о музици (Венеција, 1491-1492).
Први и најзначајнији Боетијев биограф био је Касиодор (Cassiodorus) који му је био колега као сенатор. Остале биографске податке углавном црпимо из Боетијевих дела. Боетије је припадао римској породици из Анција. Били су хришћани већ око сто година пре рођења Беотија, када им је члан био и владар Олибрије (Olybrius). Боетијев отац је био конзул 487. године, али је кратко после тога умро, тако да је бригу о Беотију водио Quintus Aurelius Memmius Symmachus, са чијом се ћерком Рустиканом (Rusticiana) касније оженио. Под остроготским краљем Теодориком постао је сенатор 510. године. Мало се зна о Боетијевом образовању, али је неспорно да је савршено познавао грчки. Ранији радови о аритметици и музици базирају се на делима палестинског математичара из првог века не. Никомаха (Nicomachus) из Герасе. Веома мало је сачувано о Беотијевој геометрији, а ништа о његовој астрономији, што не чуди, јер је он далеки претходник Галилеја и Бруна. Око 520. Беотије постаје magister officiorum (управитељ свих владиних и дворских служби) под Теодорихом. Оптужен је да је комуницирао са византијским царем Јустином I, који је био православне вере, док је Теодорих био аријанац. Повод за оптужбу је покушај одбране Албинија (Albinius) сенатора, који се писмено жалио Јустину на владавину Теодориха. Чак је био оптужен и за бављење магијом и богохуљење. Након хапшења егзекуција је вероватно извршена у Павији. Остаци су му касније пребачени у цркву San Pietro in Ciel d'Oro у Павији. Постоји могућност да је ту дошло до неке збрке са имењаком Светим Северином из Норика, али су обојица опевани као мученици од Дантеа.
(биографски подаци по James Shiel-у, остали коментари по Данијелу Џ. Борстину)
- Дела:
- De consolatione philosophiae
- Peri hermeneias
- KatAgoriai